# Gran Premi de Malàisia del 2016
El Gran Premi de Malàisia de Fórmula 1 de la temporada 2016 s'ha disputat al circuit de Sepang, del 30 de setembre al 2 d'octubre del 2016.

## Resultats de la qualificació
| Pos                  | No | Pilot             | Constructor               | Part 1   | Part 2   | Part 3   | Sortida |
| -------------------- | -- | ----------------- | ------------------------- | -------- | -------- | -------- | ------- |
| 1                    | 44 | Lewis Hamilton    | Mercedes                  | 1:34.444 | 1:33.046 | 1:32.850 | 1       |
| 2                    | 6  | Nico Rosberg      | Mercedes                  | 1:34.460 | 1:33.609 | 1:33.264 | 2       |
| 3                    | 33 | Max Verstappen    | Red Bull Racing-TAG Heuer | 1:35.443 | 1:33.775 | 1:33.420 | 3       |
| 4                    | 3  | Daniel Ricciardo  | Red Bull Racing-TAG Heuer | 1:35.079 | 1:33.888 | 1:33.467 | 4       |
| 5                    | 5  | Sebastian Vettel  | Ferrari                   | 1:34.557 | 1:33.972 | 1:33.584 | 5       |
| 6                    | 7  | Kimi Räikkönen    | Ferrari                   | 1:34.556 | 1:33.903 | 1:33.632 | 6       |
| 7                    | 11 | Sergio Pérez      | Force India-Mercedes      | 1:35.068 | 1:34.538 | 1:34.319 | 7       |
| 8                    | 27 | Nico Hülkenberg   | Force India-Mercedes      | 1:34.827 | 1:34.441 | 1:34.489 | 8       |
| 9                    | 22 | Jenson Button     | McLaren-Honda             | 1:35.267 | 1:34.431 | 1:34.518 | 9       |
| 10                   | 19 | Felipe Massa      | Williams-Mercedes         | 1:35.267 | 1:34.422 | 1:34.671 | 10      |
| 11                   | 77 | Valtteri Bottas   | Williams-Mercedes         | 1:35.166 | 1:34.577 |          | 11      |
| 12                   | 8  | Romain Grosjean   | Haas-Ferrari              | 1:35.400 | 1:35.001 |          | 12      |
| 13                   | 21 | Esteban Gutiérrez | Haas-Ferrari              | 1:35.658 | 1:35.097 |          | 13      |
| 14                   | 20 | Kevin Magnussen   | Renault                   | 1:35.593 | 1:35.277 |          | 14      |
| 15                   | 26 | Daniil Kvyat      | Toro Rosso-Ferrari        | 1:35.695 | 1:35.369 |          | 15      |
| 16                   | 55 | Carlos Sainz Jr.  | Toro Rosso-Ferrari        | 1:35.605 | 1:35.374 |          | 16      |
| 17                   | 9  | Marcus Ericsson   | Sauber-Ferrari            | 1:35.816 |          |          | 17      |
| 18                   | 12 | Felipe Nasr       | Sauber-Ferrari            | 1:35.949 |          |          | 18      |
| 19                   | 30 | Jolyon Palmer     | Renault                   | 1:35.999 |          |          | 19      |
| 20                   | 31 | Esteban Ocon      | MRT-Mercedes              | 1:36.451 |          |          | 20      |
| 21                   | 94 | Pascal Wehrlein   | MRT-Mercedes              | 1:36.587 |          |          | 21      |
| 22                   | 14 | Fernando Alonso   | McLaren-Honda             | 1:37.155 |          |          | 221     |
| 107% temps: 1:41.055 |    |                   |                           |          |          |          |         |
| Font:                |    |                   |                           |          |          |          |         |

Notes:
- ^1  — Fernando Alonso fou penalitzat amb 45 llocs a la graella de sortida per substituir diverses peces a la seva unitat de potència.[1]

## Resultats de la Cursa
| Pos   | No | Pilot             | Constructor               | Voltes | Temps / Retirada   | Pos.Sortida | Punts |
| ----- | -- | ----------------- | ------------------------- | ------ | ------------------ | ----------- | ----- |
| 1     | 3  | Daniel Ricciardo  | Red Bull Racing-TAG Heuer | 56     | 1h 37: 12. 776     | 4           | 25    |
| 2     | 33 | Max Verstappen    | Red Bull Racing-TAG Heuer | 56     | +2.443 s           | 3           | 18    |
| 3     | 6  | Nico Rosberg      | Mercedes                  | 56     | +25.516 s1         | 2           | 15    |
| 4     | 7  | Kimi Räikkönen    | Ferrari                   | 56     | +28.785 s          | 6           | 12    |
| 5     | 77 | Valtteri Bottas   | Williams-Mercedes         | 56     | +1:01.582 s        | 11          | 10    |
| 6     | 11 | Sergio Pérez      | Force India-Mercedes      | 56     | +1:03.794 s        | 7           | 8     |
| 7     | 14 | Fernando Alonso   | McLaren-Honda             | 56     | +1:05.205 s        | 22          | 6     |
| 8     | 27 | Nico Hülkenberg   | Force India-Mercedes      | 56     | +1:14.062 s        | 8           | 4     |
| 9     | 22 | Jenson Button     | McLaren-Honda             | 56     | +1:21.816 s        | 9           | 2     |
| 10    | 30 | Jolyon Palmer     | Renault                   | 56     | +1:35.466 s        | 19          | 1     |
| 11    | 55 | Carlos Sainz Jr.  | Toro Rosso-Ferrari        | 56     | +1:38.878 s        | 16          |       |
| 12    | 9  | Marcus Ericsson   | Sauber-Ferrari            | 55     | + 1 Volta          | 17          |       |
| 13    | 19 | Felipe Massa      | Williams-Mercedes         | 55     | + 1 Volta          | 10          |       |
| 14    | 26 | Daniil Kvyat      | Toro Rosso-Ferrari        | 55     | + 1 Volta          | 15          |       |
| 15    | 94 | Pascal Wehrlein   | MRT-Mercedes              | 55     | + 1 Volta          | 21          |       |
| 16    | 31 | Esteban Ocon      | MRT-Mercedes              | 55     | + 1 Volta2         | 20          |       |
| Ret   | 12 | Felipe Nasr       | Sauber-Ferrari            | 46     | Frens              | 18          |       |
| Ret   | 44 | Lewis Hamilton    | Mercedes                  | 40     | Motor              | 1           |       |
| Ret   | 21 | Esteban Gutiérrez | Haas-Ferrari              | 39     | Roda               | 13          |       |
| Ret   | 20 | Kevin Magnussen   | Renault                   | 17     | Pèrdua de potència | 14          |       |
| Ret   | 8  | Romain Grosjean   | Haas-Ferrari              | 7      | Frens              | 12          |       |
| Ret   | 5  | Sebastian Vettel  | Ferrari                   | 0      | Col·lisió          | 5           |       |
| Font: |    |                   |                           |        |                    |             |       |

Notes
- ^1  — Nico Rosberg ha estat penalitzat amb 10 segons a sumar al seu temps final de cursa per causar una col·lisió.[2]
- ^2  — Esteban Ocon ha estat penalitzat amb 5 segons per excedir la velocitat al pit lane[2]